# Kolumbija
Kolumbija (špansko [koˈlombja]), uradno Republika Kolumbija, je država v Južni Ameriki. Na severu meji na Karibsko morje, na vzhodu na Venezuelo, na jugovzhodu na Brazilijo, na jugu na Ekvador in Peru, na zahodu na Tihi ocean in na severozahodu na Panamo. Kolumbijo sestavlja 32 departmajev in glavno okrožje Bogota, največje mesto v državi. Pokriva površino 1.141.748 kvadratnih kilometrov in ima dobrih 50 milijonov prebivalcev. Bogata kulturna dediščina Kolumbije odraža vplive različnih ameriških civilizacij, evropskih naselbin, afriških sužnjev in priseljevanja iz Evrope in Bližnjega vzhoda. Španščina je državni uradni jezik, poleg tega se govori več kot 70 jezikov.
Kolumbijo naseljujejo različna domorodna ljudstva že od vsaj 12.000 pred našim štetjem, vključno z Muisca, Quimbaya in Tairona. Španci so leta 1499 najprej pristali v La Guajiri in do sredine 16. stoletja kolonizirali dele regije in ustanovili Novo kraljestvo Granada s prestolnico Santafé de Bogotá. Neodvisnost od Španskega imperija je bila dosežena leta 1819, zdajšnja Kolumbija pa je nastala kot Združene province Nova Granada. Nova država je eksperimentirala s federalizmom kot Granadinska konfederacija (1858) in nato Združene države Kolumbije (1863), preden je bila Republika Kolumbija dokončno razglašena leta 1886. Panama se je odcepila leta 1903, kar je vodilo do sedanjih meja Kolumbije. Od 1960-ih je država trpela zaradi asimetričnih nizko intenzivnih oboroženih spopadov in političnega nasilja, ki so se v 1990-ih stopnjevali. Od leta 2005 je prišlo do znatnega izboljšanja varnosti, stabilnosti in pravne države ter gospodarske rasti in razvoja brez primere.
Kolumbija je ena od sedemnajstih megaraznovrstnih držav na svetu in ima drugo najvišjo raven biotske raznovrstnosti na svetu. Njeno ozemlje obsega amazonski deževni gozd, visokogorje, travnike in puščave ter je edina država v Južni Ameriki z obalami in otoki vzdolž Atlantskega in Tihega oceana.
Kolumbija je članica velikih svetovnih in regionalnih organizacij, vključno z Združenimi narodi, WTO, OECD, OAS, Pacifiškim zavezništvom, Andsko skupnostjo in globalni partner NATA. Njeno razpršeno gospodarstvo je tretje največje v Južni Ameriki, z makroekonomsko stabilnostjo in ugodnimi dolgoročnimi obeti za rast.

## Etimologija
Ime Colombia izhaja iz priimka italijanskega pomorščaka Krištofa Kolumba (italijansko Cristoforo Colombo, špansko Cristóbal Colón). Zasnovano je bilo kot sklicevanje na ves Novi svet. Ime je pozneje leta 1819 sprejela Republika Kolumbija, ki je nastala iz ozemlja starega podkraljestva Nova Granada (današnja Kolumbija, Panama, Venezuela, Ekvador in severozahodna Brazilija).
Ko so Venezuela, Ekvador in Cundinamarca postale neodvisne države, je nekdanji departma Cundinamarca sprejel ime Republika Nova Granada. Nova Granada je uradno spremenila ime leta 1858 v Granadinska konfederacija. Leta 1863 je bilo ime ponovno spremenjeno, tokrat v Združene države Kolumbije, preden je leta 1886 končno sprejelo svoje današnje ime – Republika Kolumbija.
Za sklicevanje na to državo kolumbijska vlada uporablja izraza Colombia in República de Colombia.

## Zgodovina

### Predkolumbovsko obdobje
Zaradi svoje lege je bilo sedanje ozemlje Kolumbije koridor zgodnje človeške civilizacije od Mezoamerike in Karibov do porečja Andov in Amazonke. Najstarejše arheološke najdbe so iz najdišč Pubenza in El Totumo v dolini reke Magdalena 100 kilometrov jugozahodno od Bogote. Ta najdišča izvirajo iz paleoindijanskega obdobja (18.000–8000 pr. n. št.). V Puerto Hormigi in drugih najdiščih so našli sledi iz arhaičnega obdobja (~8000–2000 pr. n. št.). Ostanki kažejo, da je bila tudi zgodnja poselitev v regijah El Abra in Tequendama v Cundinamarci. Najstarejša keramika odkrita v Ameriki, najdena v San Jacintu, sega v obdobje 5000–4000 pred našim štetjem.
Avtohtoni prebivalci so naseljevali ozemlje, ki je zdaj Kolumbija, od 12.500 let pred našim štetjem. Nomadska plemena lovcev-nabiralcev na območjih El Abra, Tibitó in Tequendama blizu današnje Bogoté so trgovala med seboj in z drugimi kulturami iz doline reke Magdalene. Novembra 2020 je bilo razkrito mesto, ki vključuje 13 km piktogramov, ki jih preučujejo v Serranía de la Lindosa. Antropologi, ki delajo na najdišču, zaradi upodobljene izumrle favne trdijo, da je njihova starost 12.500 let. To bi bilo v času najzgodnejše znane človeške naselitve območja, ki je zdaj znano kot Kolumbija.
Med letoma 5000 in 1000 pred našim štetjem so plemena lovcev-nabiralcev prešla v agrarne družbe; nastala so ustaljena naselja in pojavila se je keramika. Od 1. tisočletja pred našim štetjem so skupine ameriških staroselcev, vključno z Muisca, Zenú, Quimbaya in Tairona, razvile politični sistem cacicazgos ali Taíno s piramidno strukturo moči, ki so jo vodili caciques. Muisca je naseljevala predvsem območje današnjega departmaja Boyacá in visoke planote Cundinamarca (Altiplano Cundiboyacense), kjer so tvorili Konfederacijo Muisca. Pridelovali so koruzo, krompir, kvinojo in bombaž ter s sosednjimi narodi trgovali z zlatom, smaragdi, odejami, keramičnimi izdelki, koko in zlasti kameno soljo. Taironi so naseljevali severno Kolumbijo v izoliranem gorovju Sierra Nevada de Santa Marta. Quimbaya so naseljevali regije doline reke Cauca med zahodnim in osrednjim območjem kolumbijskih Andov.  Večina staroselcev se je ukvarjala s kmetijstvom, družbena struktura vsake avtohtone skupnosti je bila drugačna. Nekatere skupine avtohtonih prebivalcev, kot so Karibi, so živele v stanju trajne vojne, druge pa so imele manj bojevito držo.
- Arheološki park San Agustín
- Ciudad Perdida ("Izgubljeno mesto")
- Muisca raft. Figura se nanaša na slovesnost legende El Dorado.

### Evropska aneksija
Alonso de Ojeda (ki je plul s Kolumbom) je leta 1499 dosegel polotok Guajira. Španski raziskovalci pod vodstvom Rodriga de Bastidasa so leta 1500 prvič raziskovali karibsko obalo. Krištof Kolumb je leta 1502 plul blizu Karibov. Leta 1508 je Vasco Núñez de Balboa spremljal odpravo na ozemlje skozi regijo Urabskega zaliva in leta 1510 sta ustanovila mesto Santa María la Antigua del Darién, prvo stabilno naselje na celini.
Santa Marta je bila ustanovljena leta 1525 in Cartagena leta 1533. Španski konkvistador Gonzalo Jiménez de Quesada je aprila 1536 vodil odpravo v notranjost in okrožja, skozi katera je šel, krstil za "Novo kraljestvo Granada". Avgusta 1538 je začasno ustanovil njeno prestolnico blizu Muisca cacicazgo v Muyquytá in jo poimenoval "Santa Fe". Ime je kmalu dobilo končnico in se je imenovalo Santa Fe de Bogotá. V istem obdobju sta se zgodili še dve pomembni potovanju zgodnjih konkvistadorjev v notranjost. Sebastián de Belalcázar, osvajalec Quita, je odpotoval proti severu in leta 1536 ustanovil Cali in leta 1537 Popayán; od 1536 do 1539 je nemški konkvistador Nikolaus Federmann prečkal Llanos Orientales in šel čez Cordillero Oriental v iskanju El Dorado, "mesto zlata". Legenda in zlato sta imela ključno vlogo pri privabljanju Špancev in drugih Evropejcev v Novo Granado v 16. in 17. stoletju.
Konkvistadorji so pogosto sklepali zavezništva s sovražniki različnih avtohtonih skupnosti. Avtohtoni zavezniki so bili ključni za osvajanje, pa tudi za ustvarjanje in vzdrževanje imperija. Domorodna ljudstva v Novi Granadi so doživela upad prebivalstva zaradi osvajanja, pa tudi evroazijskih bolezni, kot so črne koze, na katere niso imeli imunitete. Glede na to, da je bilo zemljišče zapuščeno, je španska krona prodala nepremičnine vsem osebam, ki so jih zanimala kolonizirana ozemlja, ustvarila velike kmetije in posedovala rudnike.
V 16. stoletju je navtika v Španiji dosegla velik razvoj zahvaljujoč številnim znanstvenim osebnostim Casa de Contratación (Hiša trgovine) ali Casa de la Contratación de las Indias (Hiša za trgovino z Indijanci), ki jo je ustanovila kastiljska krona leta 1503 v pristanišču Sevilje (in je bila premeščena v Cádiz leta 1717) kot kronsko agencijo za španskega imperija. Delovala je do leta 1790, ko je bila z reorganizacijo vlade ukinjena. Navtika je bila bistveni steber iberske ekspanzije.

### Kolonialne spremembe
Leta 1542 je regija Nova Granada skupaj z vsemi drugimi španskimi posestmi v Južni Ameriki postala del podkraljevine Peru s prestolnico v Limi. Leta 1547 je Nova Granada postala generalna kapetanija Nove Granade znotraj podkraljestva.
Leta 1549 je bila s kraljevim odlokom ustanovljena Kraljeva avdiencia, Novi Granadi pa je vladala Royal Audiencia Santa Fe de Bogotá, ki je takrat obsegala province Santa Marta, Rio de San Juan, Popayán, Guayana in Cartagena. [49] Toda Svet Indije je sprejel pomembne odločitve iz kolonije v Španijo.
V 16. stoletju so evropski trgovci s sužnji začeli privažati zasužnjene Afričane v Ameriko. Španija je bila edina evropska sila, ki v Afriki ni ustanovila faktorij (cone proste trgovine ali pretovarne točke) za nakup sužnjev; Španski imperij se je namesto tega zanašal na sistem Asiento de Negros (dogovor črncev - monopolna pogodba med špansko krono in različnimi trgovci za pravico do preskrbe s sužnji), ki je trgovcem iz drugih evropskih držav podelil dovoljenje za trgovanje s zasužnjenimi ljudstvi na njihova čezmorska ozemlja. Ta sistem je Afričane pripeljal v Kolumbijo, čeprav so mnogi nasprotovali instituciji. Avtohtonih ljudstev ni bilo mogoče zasužnjiti, ker so bili pravno podložni španski kroni. Za zaščito avtohtonih ljudstev so španske kolonialne oblasti uvedle več oblik zemljiške lastnine in ureditve: resguardos, encomiendas in haciendas.
Podkraljestvo Nova Granada je bilo ustanovljeno leta 1717, nato začasno ukinjeno in nato ponovno ustanovljeno leta 1739. Njegovo glavno mesto je bilo Santa Fé de Bogotá. To vicekraljevstvo je vključevalo nekatere druge province severozahodne Južne Amerike, ki so bile prej pod jurisdikcijo podkraljestev Nove Španije ali Peruja in ustrezajo predvsem današnji Venezueli, Ekvadorju in Panami. Tako je Bogotá postala eno glavnih upravnih središč španske posesti v Novem svetu, skupaj z Limo in Ciudad de Méxicom, čeprav je v primerjavi s tema dvema mestoma ostala nekoliko zaostala na več gospodarskih in logističnih načinih.
Velika Britanija je leta 1739 napovedala vojno Španiji in mesto Cartagena je hitro postalo glavna tarča Britancev. Ogromna britanska ekspedicijska sila je bila poslana, da bi zavzela mesto, toda po začetnih vpadih so uničujoči izbruhi bolezni pohabili njihovo število in Britanci so se bili prisiljeni umakniti. Bitka je postala ena najbolj odločilnih zmag Španije v spopadu in je zagotovila špansko prevlado na Karibih vse do sedemletne vojne.
Duhovnika, botanika in matematika Joséja Celestina Mutisa iz 18. stoletja je podkralj Antonio Caballero y Góngora pooblastil, da izvede popis narave Nove Granade. Začelo se je leta 1783 in je postalo znano kot Kraljeva botanična ekspedicija v Novo Granado. Razvrstil je rastline in prostoživeče živali ter ustanovil prvi astronomski observatorij v mestu Santa Fe de Bogotá. Julija 1801 je pruski znanstvenik Alexander von Humboldt dosegel Santa Fe de Bogotá, kjer se je srečal z Mutisom. Poleg tega so se iz odprave pojavile zgodovinske osebnosti v procesu osamosvojitve Nove Granade kot astronom Francisco José de Caldas, znanstvenik Francisco Antonio Zea, zoolog Jorge Tadeo Lozano in slikar Salvador Rizo.

### Osamosvojitev
Od začetka obdobij osvajanja in kolonizacije je bilo več uporniških gibanj proti španski oblasti, vendar je bila večina bodisi zatrta ali pa je ostala prešibka, da bi spremenila celotno situacijo. Zadnji, ki si je prizadeval za popolno neodvisnost od Španije, se je pojavil okoli leta 1810 in dosegel vrhunec s kolumbijsko deklaracijo o neodvisnosti, izdano 20. julija 1810, na dan, ki se zdaj praznuje kot dan neodvisnosti naroda. To gibanje je sledilo neodvisnosti Saint-Domingue (današnji Haiti) leta 1804, ki je zagotovilo določeno podporo morebitnemu vodji tega upora: Simónu Bolívarju. Francisco de Paula Santander bi prav tako igral odločilno vlogo.
Gibanje je sprožil Antonio Nariño, ki je nasprotoval španskemu centralizmu in vodil opozicijo proti podkraljestvu. Cartagena je postala neodvisna novembra 1811. Leta 1811 so bile razglašene Združene province Nova Granada, ki jih je vodil Camilo Torres Tenorio. Pojav dveh različnih ideoloških struj med domoljubi (federalizem in centralizem) je povzročil obdobje nestabilnosti. Kmalu po koncu Napoleonskih vojn se je Ferdinand VII. Španski, ki je bil nedavno obnovljen na prestolu v Španiji, nepričakovano odločil poslati vojaške sile, da bi ponovno zavzel večino severne Južne Amerike. Podkraljestvo je bilo obnovljeno pod poveljstvom Juana Sámana, katerega režim je kaznoval tiste, ki so sodelovali v domoljubnih gibanjih, pri čemer je ignoriral politične nianse hunt. Maščevanje je spodbudilo vnovičen upor, ki je v kombinaciji z oslabljeno Španijo omogočil uspešen upor, ki ga je vodil v Venezueli rojeni Simón Bolívar, ki je leta 1819 končno razglasil neodvisnost. Prošpanski odpor je bil poražen leta 1822 na sedanjem ozemlju Kolumbije in leta 1823 v Venezueli.
Ozemlje podkraljestva Nova Granada je postalo Republika Kolumbija, organizirana kot zveza sedanjih ozemelj Kolumbije, Paname, Ekvadorja, Venezuele, delov Gvajane in Brazilije ter severno od reke Marañón. Kongres v Cúcuti leta 1821 je sprejel ustavo za novo republiko. Simón Bolívar je postal prvi predsednik Kolumbije, Francisco de Paula Santander pa je postal podpredsednik. Vendar je bila nova republika nestabilna; tri države so nastale po propadu Velike Kolumbije leta 1830 (Nova Granada, Ekvador in Venezuela).
Kolumbija je bila prva ustavna vlada v Južni Ameriki, liberalna in konservativna stranka, ustanovljena leta 1848 oziroma 1849, pa sta dve najstarejši preživeli politični stranki v Ameriki. Suženjstvo je bilo v državi odpravljeno leta 1851.
Notranje politične in teritorialne delitve so privedle do razpustitve Velike Kolumbije leta 1830. Tako imenovani oddelek Cundinamarca je prevzel ime Nova Granada, ki ga je obdržal do leta 1858, ko je postal Confederación Granadina (Granadinska konfederacija). Po dveletni državljanski vojni leta 1863 so nastale Združene države Kolumbije, ki so trajale do leta 1886, ko je država končno postala znana kot Republika Kolumbija. Med dvostranskimi političnimi silami so ostale notranje delitve, ki so občasno sprožile zelo krvave državljanske vojne, med katerimi je bila najpomembnejša tisočdnevna vojna (1899–1902).

### 20. stoletje
Namera Združenih držav Amerike, da bi vplivala na območje (zlasti gradnja in nadzor Panamskega prekopa), je privedla do ločitve ministrstva za Panamo leta 1903 in njegove ustanovitve kot naroda. Združene države so Kolumbiji leta 1921, sedem let po dokončanju prekopa, plačale 25.000.000 $ za odpravo vloge predsednika Roosevelta pri nastanku Paname, Kolumbija pa je priznala Panamo v skladu s pogodbo Thomson-Urrutia. Kolumbija in Peru sta šla v vojno zaradi ozemeljskih sporov daleč v porečju Amazonke. Vojna se je končala z mirovnim sporazumom, pri katerem je posredovala Liga narodov. Liga je sporno območje končno dodelila Kolumbiji junija 1934.
Kmalu zatem je Kolumbija dosegla določeno stopnjo politične stabilnosti, ki jo je prekinil krvav konflikt, ki se je zgodil med poznimi 1940-imi in zgodnjimi 1950-imi, obdobjem, znanim kot La Violencia (Nasilje). Vzrok so bile predvsem naraščajoče napetosti med obema vodilnima političnima strankama, ki so se nato razplamtele po atentatu na liberalnega predsedniškega kandidata Jorgeja Eliécerja Gaitána 9. aprila 1948. Nastali nemiri v Bogoti, znani kot El Bogotazo, so se razširili po vsej državi in zahtevali življenja najmanj 180.000 Kolumbijcev.
Kolumbija je vstopila v korejsko vojno, ko je bil za predsednika izvoljen Laureano Gómez. Bila je edina latinskoameriška država, ki se je vojni pridružila v neposredni vojaški vlogi kot zaveznica Združenih držav. Posebej pomemben je bil odpor kolumbijskih čet pri Old Baldyju.
Nasilje med obema političnima strankama se je najprej zmanjšalo, ko je Gustavo Rojas z državnim udarom odstavil predsednika Kolumbije in se pogajal z gverilci, nato pa pod vojaško hunto generala Gabriela Parísa.
Od 1960-ih je država trpela zaradi asimetričnega nizko intenzivnega oboroženega spopada med vladnimi silami, levičarskimi gverilskimi skupinami in desničarskimi paravojaškimi skupinami. Konflikt se je stopnjeval v 1990-ih, predvsem na oddaljenih podeželskih območjih. Od začetka oboroženega spopada so se zagovorniki človekovih pravic kljub osupljivemu nasprotovanju borili za spoštovanje človekovih pravic. Več gverilskih organizacij se je odločilo za demobilizacijo po mirovnih pogajanjih v letih 1989–1994.
Združene države so bile močno vpletene v konflikt od njegovih začetkov, ko je v zgodnjih 1960-ih ameriška vlada spodbujala kolumbijsko vojsko, da napade levičarske milice na podeželju Kolumbije. To je bil del boja ZDA proti komunizmu. Plačanci in multinacionalne korporacije, kot je Chiquita Brands International, so nekateri izmed mednarodnih akterjev, ki so prispevali k nasilju v konfliktu.
Od sredine 1970-ih so kolumbijski narko karteli postali glavni proizvajalci, predelovalci in izvozniki prepovedanih drog, predvsem marihuane in kokaina.
4. julija 1991 je bila razglašena nova ustava. Kolumbijska družba na spremembe, ki jih je povzročila nova ustava, ocenjuje kot pozitivne.

### 21. stoletje
Administracija predsednika Álvara Uribeja (2002–2010) je sprejela demokratično varnostno politiko, ki je vključevala integriran boj proti terorizmu in kampanjo za boj proti upornikom. Zaupanje  vlagateljev je spodbudil tudi vladni gospodarski načrt. Kot del kontroverznega mirovnega procesa je AUC (Autodefensas Unidas de Colombia’’ - desničarske paravojaške enote) kot formalna organizacija prenehala delovati. Februarja 2008 je na milijone Kolumbijcev protestiralo proti FARC (Fuerzas Armadas Revolucionarias de Colombia—Ejército del Pueblo - Revolucionarne oborožene sile Kolumbije - Ljudska vojska) in drugim prepovedanim skupinam.
Leta 2015 je Kolumbija ponovno pridobila položaj največjega svetovnega proizvajalca nezakonitega kokaina.
Po mirovnih pogajanjih na Kubi so kolumbijska vlada predsednika Juana Manuela Santosa in gverilci FARC-EP objavili končni dogovor za konec konflikta. Vendar referendum za ratifikacijo dogovora ni bil uspešen. Nato sta kolumbijska vlada in FARC novembra 2016 podpisali revidiran mirovni sporazum, ki ga je potrdil kolumbijski kongres. Leta 2016 je predsednik Santos prejel Nobelovo nagrado za mir. Vlada je začela proces pozornosti in celovite odškodnine za žrtve konflikta. Kolumbija kaže skromen napredek v boju za obrambo človekovih pravic, kot je izrazil HRW (Human Rights Watch). Ustanovljena je bila posebna Pristojnost za mir za preiskavo, razjasnitev, pregon in kaznovanje resnih kršitev človekovih pravic in hudih kršitev mednarodnega humanitarnega prava, ki so se zgodile med oboroženim spopadom, ter za zadovoljevanje pravice žrtev do pravice. Papež Frančišek se je med obiskom v Kolumbiji poklonil žrtvam spopadov.
Junija 2018 je na predsedniških volitvah zmagal Ivan Duque, kandidat desne stranke Demokratični center. 7. avgusta 2018 je zaprisegel kot novi predsednik Kolumbije, ki bo nasledil Juana Manuela Santosa.
Odnosi Kolumbije z Venezuelo so nihali zaradi ideoloških razlik med obema vladama. Kolumbija je ponudila humanitarno podporo s hrano in zdravili, da bi ublažila pomanjkanje zalog v Venezueli. Kolumbijsko zunanje ministrstvo je dejalo, da morajo biti vsa prizadevanja za rešitev venezuelske krize mirna. Kolumbija je predlagala zamisel o ciljih trajnostnega razvoja in Združeni narodi so sprejeli končni dokument. Februarja 2019 je venezuelski predsednik Nicolás Maduro prekinil diplomatske odnose s Kolumbijo, potem ko je kolumbijski predsednik Ivan Duque pomagal venezuelskim opozicijskim politikom dostaviti humanitarno pomoč njihovi državi. Kolumbija je priznala venezuelskega opozicijskega voditelja Juana Guaidója za legitimnega predsednika države. Januarja 2020 je Kolumbija zavrnila Madurov predlog, da bi državi obnovili diplomatske odnose.
Protesti so se začeli 28. aprila 2021, ko je vlada predlagala davčni zakon, ki bi močno razširil obseg 19-odstotnega davka na dodano vrednost.

## Geografija
Za geografijo Kolumbije je značilno šest glavnih naravnih regij, ki predstavljajo svoje edinstvene značilnosti, od gorske regije Andov, ki si jo deli z Ekvadorjem in Venezuelo; pacifiška obalna regija, ki si jo deli s Panamo in Ekvadorjem; karibsko obalno regijo, ki si deli z Venezuelo in Panamo; Llanos (ravnine), ki si jo deli z Venezuelo; območje Amazonskega deževnega gozda, ki si ga delijo Venezuela, Brazilija, Peru in Ekvador; na otoško območje, ki obsega otoke v Atlantskem in Tihem oceanu. Svoje pomorske meje si deli s Kostariko, Nikaragvo, Hondurasom, Jamajko, Haitijem in Dominikansko republiko.
Leži med zemljepisnimi širinami 12 °S in 4 °S ter med zemljepisnimi dolžinami 67 ° in 79 °Z.
Del pacifiškega ognjenega obroča, regije sveta, ki je izpostavljena potresom in vulkanskim izbruhom, so v notranjosti Kolumbije Andi, prevladujoča geografska značilnost. Večina kolumbijskih populacijskih središč je v teh notranjih višavjih. Onkraj Kolumbijskega masiva (v jugozahodnih departmajih Cauca in Nariño) so ti razdeljeni na tri veje, znane kot cordilleras (gorske verige): Cordillera Occidental, ki meji na obalo Pacifika in vključuje mesto Cali; Cordillera Central, ki poteka med dolinama reke Cauca in Magdalena (na zahodu oziroma vzhodu) in vključuje mesta Medellín, Manizales, Pereira in Armenia; in Cordillera Oriental, ki se razteza proti severovzhodu do polotoka Guajira in vključuje Bogoto, Bucaramango in Cúcuto.
Vrhovi v Cordilleri Occidental presegajo 4700 m, v Cordilleri Central in Cordilleri Oriental pa dosežejo 5000 m. Bogotá je z 2600 m najvišje ležeče mesto svoje velikosti na svetu.
Vzhodno od Andov leži savana Llanos, del porečja reke Orinoko, na skrajnem jugovzhodu pa džungla amazonskega deževnega gozda. Te nižine skupaj sestavljajo več kot polovico ozemlja Kolumbije, vendar vsebujejo manj kot 6 % prebivalstva. Na severu karibsko obalo, kjer živi 21,9 % prebivalstva in na kateri sta večji pristaniški mesti Barranquilla in Cartagena, na splošno sestavljajo nizko ležeče ravnice, vsebuje pa tudi gorovje Sierra Nevada de Santa Marta, ki vključuje najvišja vrhova v državi (Pico Cristóbal Colón in Pico Simón Bolívar) in puščavo La Guajira. Nasprotno pa so ozke in prekinjene pacifiške obalne nižine, ki jih podpira gorovje Serranía de Baudó, redko poseljene in pokrite z gosto vegetacijo. Glavno pacifiško pristanišče je Buenaventura.
Glavne reke Kolumbije so Magdalena, Cauca, Guaviare, Atrato, Meta, Putumayo in Caquetá. Kolumbija ima štiri glavne drenažne sisteme: pacifiški povodje, karibsko povodje, porečje Orinoka in porečje Amazonke. Reki Orinoko in Amazonka označujeta meje med Kolumbijo do Venezuele oziroma Perujem.
Zavarovana območja in "sistem narodnih parkov" pokrivajo površino približno 14.268.224 hektarjev (142.682,24 km²) in predstavljajo 12,77 % kolumbijskega ozemlja. V primerjavi s sosednjimi državami so stopnje krčenja gozdov v Kolumbiji še vedno relativno nizke. Kolumbija je imela za leto 2018 povprečno oceno indeksa celovitosti gozdne krajine 8,26/10, kar jo uvršča na 25. mesto na svetu od 172 držav. Kolumbija je šesta država na svetu po obsegu celotne oskrbe s sladko vodo iz obnovljivih virov in ima še vedno velike zaloge sladke vode.

### Podnebje
Za podnebje Kolumbije je značilno, da je tropsko, ki predstavlja variacije znotraj šestih naravnih regij in je odvisno od nadmorske višine, temperature, vlažnosti, vetrov in padavin. Kolumbija ima raznoliko paleto podnebnih pasov, vključno s tropskimi deževnimi gozdovi, savanami, stepami, puščavami in gorskim podnebjem.
Gorsko podnebje je ena od edinstvenih značilnosti Andov in drugih visokogorskih reliefov, kjer podnebje določa nadmorska višina. Pod 1000 metri nadmorske višine je toplo višinsko območje, kjer so temperature nad 24 °C. Približno 82,5 % celotne površine države leži v toplem višinskem pasu. Za območje z zmernim podnebjem, ki je med 1001 in 2000 metri, je značilna povprečna temperatura v razponu med 17 in 24 °C. Hladno podnebje je prisotno med 2001 in 3000 metri, temperature pa se gibljejo med 12 in 17 °C. Onkraj so alpske razmere gozdnatega pasu in nato brezdrevesna travišča páramos. Nad 4000 metri, kjer so temperature pod lediščem, je podnebje ledeniško, območje trajnega snega in ledu.

### Biodiverziteta
Kolumbija je ena izmed držav z veliko raznolikostjo biotske raznovrstnosti, na prvem mestu pa po vrstah ptic. Kar zadeva rastline, ima država med 40.000 in 45.000 rastlinskih vrst, kar ustreza 10 ali 20 % vseh svetovnih vrst, kar je še bolj izjemno glede na to, da Kolumbija velja za državo srednje velikosti. Kolumbija je druga najbolj biotsko raznovrstna država na svetu, zaostaja le za Brazilijo, ki je približno 7-krat večja.
Kolumbija je država, ki ima najvišjo stopnjo vrst po površini in največje število endemizmov (vrst, ki jih v naravi ne najdemo nikjer drugje) v kateri koli državi. Približno 10 % vrst na Zemlji živi v Kolumbiji, vključno z več kot 1900 vrstami ptic, kar je več kot v Evropi in Severni Ameriki skupaj. Kolumbija ima 10 % svetovnih vrst sesalcev, 14 % vrst dvoživk in 18 % vrst ptic na svetu.
Kolumbija ima okoli 2000 vrst morskih rib in je druga najbolj raznolika država po sladkovodnih ribah. Je tudi država z najbolj endemičnimi vrstami metuljev, prva je po vrstah orhidej in ima približno 7000 vrst hroščev. Kolumbija je druga po številu vrst dvoživk in tretja najbolj raznolika država po plazilcih in palmah. Obstaja približno 1900 vrst mehkužcev in po ocenah je v državi približno 300.000 vrst nevretenčarjev. V Kolumbiji je 32 kopenskih biomov in 314 vrst ekosistemov.

## Upravna delitev
Kolumbija je razdeljena na 32 departmajev in eno glavno okrožje, ki se obravnava kot departma (Bogotá služi tudi kot glavno mesto departmaja Cundinamarca). Departmaji so razdeljeni na občine, od katerih je vsaki dodeljen občinski sedež, občine pa so razdeljene na corregimientos na podeželju in na comunas v mestnih območjih. Vsak departma ima lokalno vlado z guvernerjem in skupščino, ki sta neposredno izvoljena za štiri leta, vsako občino pa vodita župan in svet. V vsakem od corregimientos ali comunas je splošno izvoljen lokalni upravni odbor. 
Poleg glavnega mesta so bila na podlagi posebnih razpoznavnih značilnosti imenovana okrožja (dejansko posebne občine) še štiri mesta. To so Barranquilla, Cartagena, Santa Marta in Buenaventura. Nekateri departmaji imajo lokalne upravne enote, kjer imajo mesta veliko koncentracijo prebivalstva in so občine v bližini (na primer v Antioquii in Cundinamarci). Kjer imajo departmaji nizko populacijo (na primer Amazonas, Vaupés in Vichada), se uporabljajo posebne upravne enote, kot je "department corregimientos", ki je hibrid občine in corregimiento.
|    | Departma              | Glavno mesto          |    | Departma                                                       | Glavno mesto   |
| -- | --------------------- | --------------------- | -- | -------------------------------------------------------------- | -------------- |
| 1  | Departma Amazonas     | Leticia               | 18 | Departma La Guajira                                            | Riohacha       |
| 2  | Departma Antioquia    | Medellín              | 19 | Departma Magdalena                                             | Santa Marta    |
| 3  | Departma Arauca       | Arauca                | 20 | Departma Meta                                                  | Villavicencio  |
| 4  | Departma Atlántico    | Barranquilla          | 21 | Departma Nariño                                                | Pasto          |
| 5  | Departma Bolívar      | Cartagena             | 22 | Departma Norte de Santander                                    | Cúcuta         |
| 6  | Departma Boyacá       | Tunja                 | 23 | Departma Putumayo                                              | Mocoa          |
| 7  | Departma Caldas       | Manizales             | 24 | Departma Quindío                                               | Armenia        |
| 8  | Departma Caquetá      | Florencia             | 25 | Departma Risaralda                                             | Pereira        |
| 9  | Departma Casanare     | Yopal                 | 26 | Departma Archipelago San Andrés, Providencia in Santa Catalina | San Andrés     |
| 10 | Departma Cauca        | Popayán               | 27 | Departma Santander                                             | Bucaramanga    |
| 11 | Departma Cesar        | Valledupar            | 28 | Departma Sucre                                                 | Sincelejo      |
| 12 | Departma Chocó        | Quibdó                | 29 | Departma Tolima                                                | Ibagué         |
| 13 | Departma Córdoba      | Montería              | 30 | Departma Valle del Cauca                                       | Cali           |
| 14 | Departma Cundinamarca | Bogotá                | 31 | Departma Vaupés                                                | Mitú           |
| 15 | Departma Guainía      | Inírida               | 32 | Departma Vichada                                               | Puerto Carreño |
| 16 | Departma Guaviare     | San José del Guaviare | 33 | Bogotá                                                         | Bogotá         |
| 17 | Departma Huila        | Neiva                 |    |                                                                |                |

## Gospodarstvo
Kolumbijsko gospodarstvo vztrajno raste od 1990-ih, zaradi česar je za Čilom največji rastoči trg v Južni Ameriki. V zadnjih 20 letih so se razširili potrošniško blago in osnovne industrije. Danes imata največjo vlogo živilska in tekstilna industrija.
Na splošno pravijo, da ima Kolumbija velik gospodarski potencial. To je med drugim posledica napredne industrializacije in velike količine surovin.
Na lestvici poslovno najbolj prijaznih držav na svetu, ki jo je sestavila hčerinska družba Svetovne banke International Finance Corporation, je Kolumbija leta 2009 zasedla 37. mesto za Sveto Lucijo in pred Azerbajdžanom (1. mesto Singapur) in zato velja za pozitiven primer finančne stabilnosti in tržnih reform.
Velik del kolumbijskega gospodarstva je neposredno ali posredno pod vplivom gojenja in proizvodnje prepovedanih drog. Organizacija za pomoč Bread for the World je leta 2009 poročala, da je okoli 70 % svetovne proizvodnje kokaina v Kolumbiji. Na primer, kmetje pridelujejo predvsem koko, pa tudi opijev mak, saj na ta način pričakujejo boljši dohodek kot pri pridelavi hrane ali kave; in pritisk mamilarskih kartelov pogosto ne dovoli pridelovalcem koke, da preidejo na zakonito blago.
Kar se tiče gospodarstva ima Kolumbija najbolj razvit terciarni sektor, v katerem ima zaposlenih kar 58,8 % prebivalstva. Sledi mu primarni sektor (22,4 %) in nato se sekundarni sektor (18,8 %). V kmetijstvu proizvajajo: kavo, banane, riž, tobak, kokos, sladkorni trs, pšenico in koruzo. V industriji pa proizvajajo: tekstil, obutve, obleke, olje, pijače, kemikalije, cement, zlato in premog. Izvažajo predvsem nafto, kavo, premog, nikelj, oblačila, banane in cvetje. Uvažajo pa industrijske opreme, kemikalije, izdelke iz papirja in goriva.

## Infrastruktura
Od nove ustave iz leta 1991 so se državne naložbe v infrastrukturo zmanjšale, zasebne naložbe pa so se povečale. Posledično se je hitro povečalo sodelovanje zasebnega sektorja v infrastrukturnih projektih prometa, oskrbe z električno energijo in vodo. Od leta 1994 so deli magistralnega omrežja podeljeni v koncesijo zasebnim podjetnikom, ki so doslej upravljali od 10 do 15 % cestnega omrežja. Te ceste so financirane s cestnino.
Skupaj s 112.998 km dolgim cestnim omrežjem, od tega je asfaltiranih le približno 26.000 km, ima Kolumbija eno najslabših prometnih infrastruktur v Južni in Srednji Ameriki. Pri približno 100 m / km² je površina cest pod latinskoameriškim povprečjem 118 m / km².
Ena glavnih povezovalnih cest je Panamericana, ki poteka od Aljaske do južnega Čila in povezuje Severno Ameriko z Južno Ameriko. V območju džungle Darién, na mejnem območju med Panamo in Kolumbijo, pa je vrzel, tako imenovana Tapón del Darién (znana tudi pod angleškim imenom Darien Gap), ki še ni bila zaprta - med drugim zaradi epidemijske higiene in zaščite lokalnega deževnega gozda.
V zadnjih letih so se lotili številnih velikih projektov, vključno s predorom v Armeniji in območju Ibaguéja pod Cordillero Central za izboljšanje povezave Bogote s Calijem in naprej s pacifiškim pristaniščem Buenaventura.
Cestni promet v državi velja za nevarnega. Leta 2013 je bilo v Kolumbiji skupno 16,8 smrtnih žrtev v prometu na vsakih 100.000 prebivalcev. Za primerjavo: v Nemčiji je bilo v istem letu 4,3 smrti. V prometu je umrlo skupno 8100 ljudi.
Kolumbija ima 3304 km dolgo železniško omrežje s tirno širino 914 mm in 150 km dolgo omrežje standardne širine za prevoz premoga od El Cerrejón do pristanišča Puerto Bolívar. Potniški promet po železnici je omejen na tri kratke turistične proge na območju Bogote. Trenutno se posodablja pacifiško omrežje od pristanišča Buenaventura preko Calija do Zarzala in Armenije. V Medellínu je tudi sodoben sistem hitrih vlakov (z nadzemnimi progami), Metro de Medellín.
Glavna pristanišča v Kolumbiji so: Barranquilla, Buenaventura, Cartagena, Santa Marta in Turbo.
Največje letališče v Kolumbiji je Aeropuerto Internacional El Dorado v glavnem mestu, ki se trenutno širi . Odločeno je bilo zgraditi drugo, še večje letališče Eldorado II, severozahodno od El Dorada, ki je trenutno v načrtovanju ali gradnji. Trenutno obstaja 20 letalskih prevoznikov, ki povezujejo Kolumbijo s 23 državami. Po vsej državi je tudi veliko majhnih regionalnih letališč, število letališč je ocenjeno na 980.

## Demografija
Kolumbija je imela leta 2020 približno 50 milijonov prebivalcev in je tretja država po številu prebivalcev v Latinski Ameriki, za Brazilijo in Mehiko. Na začetku 20. stoletja je bilo v Kolumbiji približno 4 milijone prebivalcev. Od začetka 1970-ih je Kolumbija stalno upadala v svoji rodnosti, umrljivosti in stopnjah rasti prebivalstva. Stopnja rasti prebivalstva za leto 2016 naj bi bila 0,9 %. Približno 26,8 % prebivalstva je bilo starih 15 let ali manj, 65,7 % je bilo starih med 15 in 64 let in 7,4 % starejših od 65 let. Delež starejših v celotni populaciji se je začel znatno povečevati. Kolumbija naj bi do leta 2050 imela 55,3 milijona prebivalcev.
Prebivalstvo je skoncentrirano v andskem visokogorju in vzdolž karibske obale, tudi gostota prebivalstva je na splošno večja v andski regiji. Devet vzhodnih nižinskih departmajev, ki obsegajo približno 54 % površine Kolumbije, ima manj kot 6 % prebivalstva. Tradicionalno podeželska družba se je sredi 20. stoletja premikala v urbana območja, tako da je Kolumbija zdaj ena najbolj urbaniziranih držav Latinske Amerike. Mestno prebivalstvo se je povečalo s 31 % celotnega števila leta 1938 na skoraj 60 % leta 1973, do leta 2014 pa je bilo 76 %. Prebivalstvo samo v Bogoti se je povečalo s nekaj več kot 300.000 leta 1938 na približno 8 milijonov danes. Zdaj ima dvaindvajset mest 100.000 prebivalcev ali več (2015). Od leta 2012 ima Kolumbija največ prebivalcev notranje razseljenih oseb na svetu, ki naj bi znašala do 4,9 milijona ljudi.
Pričakovana življenjska doba je bila leta 2015 74,8 let, umrljivost dojenčkov pa 13,1 na tisoč v letu 2016. Leta 2015 je 94,58 % odraslih in 98,66 % mladih pismenih, vlada pa porabi približno 4,49 % svojega BDP za izobraževanje.

### Etnografija
Kolumbija je etnično raznolika, njeni prebivalci izvirajo iz prvotnih domačih prebivalcev, španski kolonisti, Afričani, ki so bili prvotno pripeljani v državo kot sužnji, in priseljenci iz 20. stoletja iz Evrope in Bližnjega vzhoda, ki prispevajo k raznoliki kulturni dediščini. Belci živijo po vsej državi, večinoma v urbanih središčih in cvetočih visokogorskih in obalnih mestih. Prebivalstvo večjih mest vključuje tudi metice. Mestizo campesinos (ljudje, ki živijo na podeželju) živijo tudi v andskem visokogorju, kjer so se nekateri španski osvajalci pomešali z ženskami domorodnih poglavarjev. Popis leta 2018 je poročal, da neetnično prebivalstvo, sestavljeno iz belcev in meticev (tistih mešanih evropskih in ameriških prednikov), predstavlja 87,58 % nacionalnega prebivalstva. 6,68 % je afriškega porekla. Avtohtoni Američani predstavljajo 4,31 % prebivalstva. Neuradna ocena meni, da je 49 % kolumbijskega prebivalstva mesticev ali mešanega evropsko-ameriškega porekla ter da je približno 37 % belcev, večinoma španskega rodu, obstaja pa tudi veliko prebivalcev iz Bližnjega vzhoda; v nekaterih družbenih sektorjih veliko prispevajo nemški in italijanski predniki.

### Jeziki
Več kot 99,2 % Kolumbijcev govori špansko, imenovano tudi kastiljsko; V državi se uporablja tudi 65 ameriških jezikov, dva kreolska jezika, romski jezik in kolumbijski znakovni jezik. Angleščina ima uradni status v arhipelagu San Andrés, Providencia in Santa Catalina.
V zbirki Ethnologue je za Kolumbijo naveden skupno 101 jezik, vključno s španščino. Specifično število govorjenih jezikov se nekoliko razlikuje, saj nekateri avtorji menijo, da so različni jeziki, kar drugi menijo, da so vrste ali narečja istega jezika. Najboljše ocene so zabeležile 71 jezikov, ki se danes govorijo v državi – večina jih pripada jezikovnim družinam Chibchan, Tucanoan, Bora-Witoto, Guajiboan, Arawakan, Cariban, Barbacoan in Saliban. Trenutno je približno 850.000 govorcev maternih jezikov.

## Politična ureditev
Kolumbija je razdeljena na 32 okrajev. Oblast je razdeljena na: zakonodajno, sodno in izvršno. Zakonodajni sistem Kolumbije sloni na španskem zakonu. Predsednik je v istočasno bodisi predsednik države, bodisi vlade. Parlament je sestavljen iz senata in zbornice predstavnikov. V sodni sistem spada ustavno sodišče, vrhovno sodišče, državni svet in vrhovni sodni svet. V Kolumbiji je šestnajst političnih strank. Predsednik skrbi, ob drugih zadevah tudi za obrambo, za katero skrbijo oborožene vojaške kolumbijske sile in državna policija. Prisotna je tudi agencija za varnost (DAS). Predsednik države upravlja tudi zunanje zadeve. Kolumbija ohranja danes diplomatske odnose s celim svetom, največ pa z Ameriko.

## Kultura
Kultura v Kolumbiji se močno veže s kulturami drugih južnoameriških držav. Najbolj se pa s špansko, ki je v to državo prinesla katoliško vero. Toda s pomočjo globalizacije vplivajo na Kolumbijo še druge države iz celega sveta. Književnost je v Kolumbiji nastala že med špansko kolonizacijo. Leta 1871 je bila v Kolumbiji ustanovljena prva šola v Ameriki, v kateri so učili katalonščino.
Tejo, igra domorodcev, je državni šport, medtem ko je nogomet najbolj razširjen. Kolesarstvo, ki je bilo v letih 80' najbolj razširjeno, je danes na tretjem mestu. Na karibski obali pa sta pomembna: rokoborba in bejzbol.
K državni noši spada Sombrero Vueltiao. Ta klobuk je tudi eden izmed simbolov Kolumbije. Tradicionalni plesi so: bambuco, cueca in cumbia.

## Svetovna dediščina v Kolumbiji
Kulturna dediščina
- Kulturna krajina Zona Cafetera (Coffee Cultural Landscape of Colombia; špansko Paisaje Cultural Cafetero) (2011); na višini med 1000 in 2000 m, v Andih leži Zona Cafetera - odličen primer kulturne krajine s tradicionalnim trajnostnim razvojem. Svetovna dediščina obsega šest pridelovalnih območij kave. Področje se imenuje Kavni trikotnik (Triángulo del Café) in obsega Caldas, Quindio in Risaralda. Na rodovitnih vulkanskih tleh rastejo najboljše vrste kave Coffea arabica.
- Staro mestno jedro Santa Cruz de Mompox (Historic Centre of Santa Cruz de Mompox) (1995); ob reki Magdalena, okoli 250 km južno od Cartagene leži Santa Cruz de Mompox, eno najstarejših in najlepših kolonialnih mest v Kolumbiji. Dokler reka ni spremenila svojega toka, je bilo mesto pomembno pristanišče. Zgodovinsko mestno jedro z imenitnimi kolonialnimi stavbami je pravi muzej na prostem.
- Arheološki park Tierradentro (National Archeological Park of Tierradentro) (1995); v Srednjih Kordiljerah na jugu Kolumbije so številna podzemna grobišča, ki so nekaj posebnega zaradi velikosti in dostopa. To so predkolumbovske podzemne grobnice iz 6. do 10. stoletja - Alto del Aquacate, Loma de San Andrés, Alto de Segovia in Alto del Duende - poslikane z različnimi kamnitimi skulpturami v Tablónu.
- Cartagena (Port, Fortresses and Group of Monuments, Cartagena) (1984); z 11 km dolgim obzidjem iz 16. do 18. st. obdano mestno jedro v kolonialnem slogu: inkvizicijska palača, stolnica (1575–1612), cerkev in samostan San Pedro Claver (17. st.), samostan Santo Domingo (1579–1698), trdnjava San Felipe de Barajas (1536–1657), muzej zlata, ...
- Qhapaq Ñan, glavne inkovske poti v Andih (Qhapaq Ñan, Andean Road System) (2014); je bilo trgovsko in obrambno omrežje cest, ki je obsegalo 30.000 kilometrov. Inki so ga gradili več stoletij in deloma temelji na predinkovski infrastrukturi. To izredno omrežje poteka preko enega najbolj ekstremnih geografskih terenov na svetu in povezuje zasnežene vrhove Andov na nadmorski višini več kot 6000 m z obalo Tihega oceana, skozi vroč deževni gozd, rodovitne doline in absolutne puščave.
- Arheološki park San Agustín (San Agustín Archaeological Park) (1995); je najpomembnejše arheološko najdišče v Kolumbiji z največ verskimi spomeniki in megalitskimi skulpturami v Južni Ameriki. Predel je bil naseljen že v 5. st. pr. n. št.. Dediščina zajema tri najdišča: San Avgustín, največje med tremi, Alto de los Idolos in Alto de las Piedras.
- Ciudad Perdida (izgubljeno mesto, tudi Buritaca) je arheološko najdišče starodavnega mesta v kolumbijski Sierri Nevadi de Santa Marta na višini 900–1500 m, odkrito leta 1975.

Naravna dediščina
- Narodni naravni park Los Katíos (1994); zajema nizek gričevnat svet, deževne gozdove in močvirnate predele. 720 km² se v vzhodnem predelu širi okoli reke Atrato, ki se izliva v Dariénski zaliv, na zahodi zajema gorsko verigo Serranía del Darién, ki je obronek andskih Kordiljer. Tu uspevajo mnoga drevesa z dragocenim lesom, kot sta balzovec in kavčukovec. Odročnost in nedostopnost pragozda je omogočilo obstanek endemični vrst rastlin in živali.
- Naravni rezervat Malpelo (Malpelo Fauna and Flora Sanctuary) (2006); v tropskem delu Tihega oceana zajema otoček Malpelo in okoli 8500 km² veliko zavarovano območje morja. Otok Malpelo je del morskega koridorja s še več spomeniki svetovne dediščine od Galapaškega otočja (Ekvador), Coiba (Panama) in Kokosovi otoki (Kostarika). Vpliv različnih morskih tokov in globine do 3400 m je omogočil nastanek bogatega ekosistema.

Mešana dediščina
- Narodni park Chiribiquete – (Chiribiquete National Park – The Maloca of the Jaguar) (2018); je največje zavarovano območje v Kolumbiji, je stičišče štirih biogeografskih provinc: Orinoquia, Gvajana, Amazonija in Severni Andi. Narodni park zagotavlja povezanost in ohranjanje biotske raznovrstnosti teh provinc in se predstavlja kot scenarij medsebojnega sodelovanja, v katerem je zaživela raznolikost flore in favne ter endemizem. Ena od značilnosti je prisotnost tepuis (mizastih gora), strmih planot iz peščenjaka, ki izstopajo v gozdu kot dramatična kulisa, ki jo poudarjajo njegova oddaljenost, nedostopnost in izjemna ohranjenost. Domorodni prebivalci so na stenah 60 skalnih zaklonišč ustvarili več kot 75.000 slik iz leta 20.000 pred našim štetjem, še danes pa jih delajo neokrnjena ljudstva, zaščitena z narodnim parkom.[76]

## Druge naravne in kulturne znamenitosti
- Amacayacu - narodni park na skrajnem jugovzhodu države, na levem bregu Amazonke (2935 km²). Tropski deževni gozd z bogatim rastlinskim in živalskim svetom blizu kraja Leticia.
- Antioquia - mesto severozahodno od Medellína ima lepo ohranjeno kolonialno arhitekturo; cerkev sv. Barbare (18. st.), stolnica (1875–1931). Puente de Occidente je 290 m dolg viseči most čez reko Cauca v bližini.
- Bogotá - glavno mesto, gospodarsko in kulturno središče države. Mestno jedro s središčem na trgu Plaza de Bolívar vsebuje stolnico, kapelo Capilla del Sagrario (1660–1700), neoklasicističen parlament, več cerkva; muzej zlata ima največjo zbirko predkolumbovskih predmetov na svetu, Narodni muzej, Arheološki muzej in druge. Nad mestom je gora Cerro Monserrate (3190 m) s cerkvijo dostopna z železnico in vzpenjačo.
- Cañon de Río Claro - je v marmor vrezana dolina pritoka reke Magdalena jugovzhodno od Medellína. Ob njej je več kraških jam, med njimi Cueva de la Cascada (500 m) in Cueva del Cóndor (300 m).
- Chiquinquirá - največji katoliški romarski kraj v Kolumbiji z baziliko Virgen de Chiquinquirá.
- Farallones de Cali - narodni naravni park (2053 km²) v Cordillera Occidental na nmv 200–3600 m od tropskega deževnega gozda do visokogorskega paramója.
- Las Lajas - Sanctuario de Nuestra Señora de las Lajas - romarski kraj v bližini meje z Ekvadorjem; romarska cerkev zgrajena na mostu nad sotesko reke Guáitara.
- Medellín - drugo največje mesto; baročna cerkev Veracruz, Metropolitanska stolnica Medellín, največja arena za bikoborbe v Južni Ameriki La Macarena, muzeji, botanični vrt.
- Popayán - mesto v zgornjem delu doline reke Cauca, južno od Calija na 1740 m nmv z lepo ohranjeno kolonialno arhitekturo, cerkvami in naravoslovnim muzejem.
- Narodni naravni park Puracé - v Cordillera Central, 830 km², v vulkanskem gorovju na višini 2500–4700 m z več ognjeniki (delujoči Puracé), gorskimi jezeri, vročimi izviri, slapovi in pestrim rastlinstvom in živalstvom.
- Narodni naravni park Serranía de la Macarena - ob vznožju Andov (6293 km²) obsega širok plato iz peščenjaka bogat z rastlinami in živalmi te zanimivimi skalnimi formacijami.
- Narodni naravni park Tayrona - ob Karibski obali vzhodno od Santa Marte; bujen tropski gozd do višine 600 m.
- Zipaquirá - Mesto severno od Bogote ob najbogatejšem rudniku kamene soli v Kolumbiji. V sol je izklesana Solna katedrala Zipaquirá, do nje vodi 500 m dolg rov.

### Splošne informacije
- Colombia at Encyclopædia Britannica
- Colombia at UCB Libraries GovPubs
- Kolumbija at Curlie
- Colombia. The World Factbook. Central Intelligence Agency.
- Ključne razvojne napovedi za Kolumbijo iz mednarodne prihodnosti
- Uradni naložbeni portal
- Uradna turistična spletna stran Kolumbije
- Študij španščine v Kolumbiji
- Nacionalni upravni oddelek za statistiko v španščini

### Vlada
- (špansko) Spletna stran vlade Kolumbije

### Kultura
- (špansko) Ministrstvo za kulturo

### Geografija
- (špansko) Nacionalni parki Kolumbije
- Wikimedia Atlas - Colombia